# Centrale systemu 12

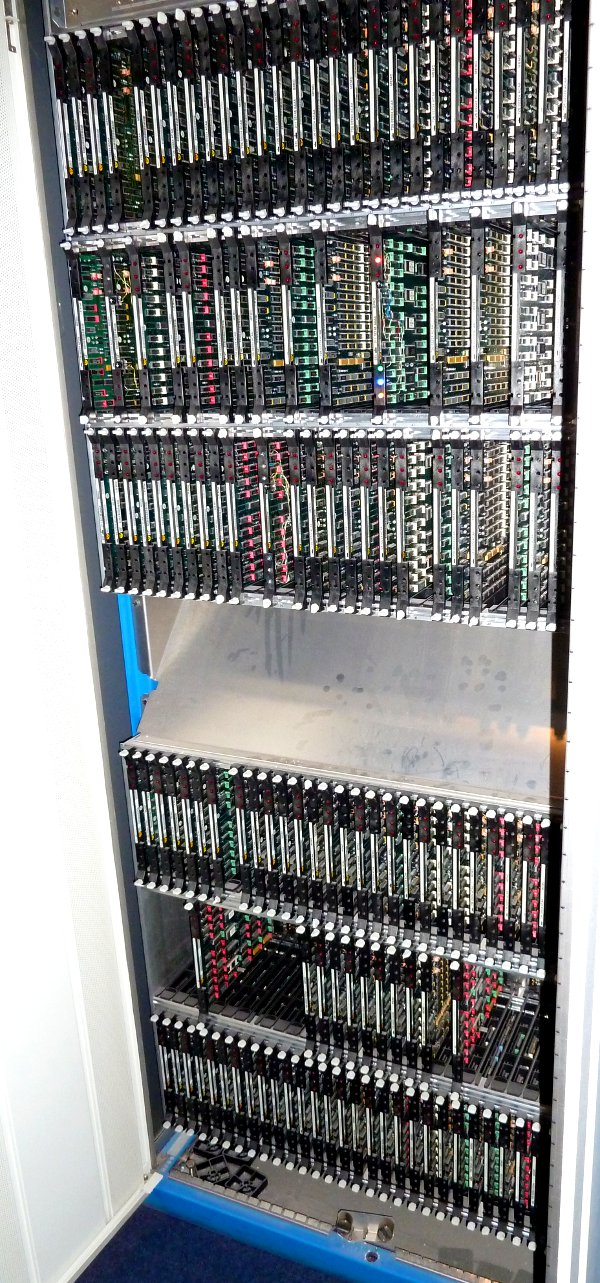
Centrale Systemu 12: Szafka sterownicza z obwodów

Centrale Systemu 12 (S12) stanowią rozwinięcie idei sterowania rozproszonego. Pomysł narodził się w Bell Laboratories w Stanach Zjednoczonych w 1976 roku. Kierownictwo firmy nie wykazało jednak zainteresowania. Spójna idea nowego systemu komutacyjnego była gotowa w 1978 roku, a dwa lata później ITT uzyskano patent chroniący podstawowe pomysły Systemu 12 (noszącego wtedy nazwę ITT 1240).
Prace badawczo-konstrukcyjne prowadzono  w ośrodkach należących do firmy ITT, m.in. w następujących krajach: Stanach Zjednoczonych, Belgii, Niemczech, Hiszpanii, Włoszech, Austrii, Finlandii i Norwegii. Do marca 1985 roku wydano na nie 1,1 miliarda dolarów USA. Jednocześnie trwała akcja marketingowa nowego systemu. Mimo że system nie był gotowy, przyjmowano zamówienia na dostarczenie dużej liczby central.
W 1986 roku firma ITT postanowiła wycofać się z projektów przystosowania systemu dla rynku północnoamerykańskiego (centrale sprzedawane na tym rynku muszą realizować więcej funkcji niż centrale instalowane w Europie), po wydaniu na ten cel 200 milionów dolarów. Firma ITT popadła w tarapaty finansowe i w 1987 roku zmuszona była sprzedać aktywa związane z telekomunikacją, włączając w to prawa do Systemu 12, firmie Alcatel. Nowy właściciel rozwiązał większość problemów technicznych i organizacyjnych. W 1988 roku na całym świecie działają centrale o łącznej pojemności 4,5 miliona łączy. W 1995 roku rozpoczyna się montaż central Systemu 12 w wykupionych przez Alcatel zakładach Teletra w Poznaniu, a prace programowe podejmują również wykupione przez Alcatel zakłady PZT w Warszawie.

## Struktura centrali Systemu 12.
Centrala Systemu 12 składa się ze zbioru modułów przyłączonych do wspólnego pola komutacyjnego. Każdy z tych modułów zawiera mikroprocesor sterujący.Struktura centrali Systemu 12 przedstawia rys. 1.
Rys. 1 Organizacja centrali Systemu 12 
Przykładowa konfiguracja modułów przyłączonych do wspólnego pola komutacyjnego przedstawia  rys.2, a ogólny schemat funkcjonalny pojedynczego modułu przedstawia rys. 3.
Rys. 2 Przykładowa konfiguracja centrali System 12
Rys. 3 Ogólny schemat pojedynczego modułu 
Moduł składa się:
- - z układów terminala, zależnych od konkretnych zastosowań,
  - oraz standardowego elementu sterującego.

Moduł jest połączony z polem komutacyjnym za pomocą dwóch traktów PCM. Istnieją również moduły zawierające wyłącznie elementy sterujące. Przyjęta architektura systemu umożliwia budowę central teoretycznie o pojemności od 6 do 100 000 abonentów (w praktyce zakres ten jest mniejszy). 
Zwiększenie pojemności odbywa się przez dołączanie wymaganej liczby modułów do pola komutacyjnego. Struktura pola również umożliwia łatwą jego rozbudowę. Należy jednak zwrócić uwagę, że tak duże rozproszenie sterowania prowadzi także do znacznych problemów związanych z wymianą dużych ilości informacji między licznymi mikroprocesorami.
Drogę w polu komutacyjnym zestawia się na podstawie rozkazów przesyłanych z elementów sterujących wewnątrz kanałów PCM. Unika się w ten sposób konieczności odwzorowywania stanu pola w pamięciach znajdujących się poza nim. Nie istnieje też zewnętrzne urządzenie sterujące wyborem dróg. Umożliwia to swobodne zwiększanie wymiarów pola komutacyjnego bez zmiany sprzętu i oprogramowania sterującego.

## Sterowanie centrali Systemu 12

### Element sterujący
Element sterujący odpowiada za zestawianie dróg połączeniowych do innych modułów przez pole komutacyjne. Każdy kanał w traktach łączących moduły z polem, a także wewnątrz pola, zawiera 16 bitów, z których 8 jest dostępnych dla zewnętrznych użytkowników. Ponieważ częstotliwość próbkowania wynosi 8 kHz, użytkownicy mają do dyspozycji kanał o przepustowości 64 kbit/s. Kilka takich kanałów może być wykorzystywanych równolegle do tworzenia połączeń o szerszym paśmie.
Sterowanie centrali charakteryzuje się dużym stopniem rozproszenia. To rozproszone sterowanie obejmuje następujące funkcje związane z przetwarzaniem zgłoszeń:
- - przetwarzanie sygnałów (konwersja sygnałów otrzymywanych spoza centrali i poza nią wysyłanych);
  - sterowanie zgłoszeniami (sterowanie zmianami stanu zgłoszenia w czasie jego obsługi; wysyłanie odpowiednich sygnałów);
  - zarządzanie zasobami (wybór i przydzielanie zgłoszeniom wolnych urządzeń, np. łączy lub zespołów obsługowych);
  - translacje (analiza cyfr, wybór dróg w sieci itp.);
  - sterowanie polem komutacyjnym (wybór dróg połączeniowych).

Wszystkie wymienione funkcje są realizowane w centrali Systemu 12 przez więcej niż jedno urządzenie sterujące, przy czym urządzeniem tym może być element sterujący terminala lub pomocniczy element sterujący, lub też komutator w polu komutacyjnym.

## Podstawowe moduły
Najczęściej używane moduły przyłączane przez standardowy styk do pola komutacyjnego:
- - moduł abonentów analogowych – umożliwia przyłączanie do 128 analogowych łączy abonenckich;
  - moduł abonentów ISDN - umożliwia przyłączanie standardowych łączy o przepustowości 144 kbit/s, obsługujących zarówno ruch z komutacją kanałów, jak i pakietów;
  - moduł abonentów cyfrowych - spełnia rolę podobną jak moduł abonentów ISDN, ale umożliwia wyłącznie komutację kanałów;
  - moduł abonentów oddalonych - dwa takie moduły umożliwiają przyłączenie koncentratora o architekturze rozproszonej i pojemności do 1000 abonentów;
  - moduł analogowych łączy międzycentralowych - umożliwia przyłączenie 36 takich łączy;
  - moduł cyfrowych łączy międzycentralowych - umożliwia przyłączenie 32 lub 24-kanałowych traktów PCM;
  - moduł zespołów obsługowych - tworzy zbiór 32 nadajników i odbiorników sygnałów wieloczęstotliwościowych; może także zawierać zespół do realizacji połączeń konferencyjnych;
  - moduł zegarów i sygnałów tonowych - jest źródłem częstotliwości zegarowych sygnałów tonowych stosowanych w centrali;
  - moduł sygnalizacji we wspólnym kanale - realizuje poziomy 2 i 3 systemu sygnalizacji Nr 7;
  - moduł łączności danych - odpowiada za realizację warstwy czwartej oraz warstw wyższych modelu odniesienia ISO, stosowanych np. w obsłudze baz danych wideotekstu, czy poczty elektronicznej;
  - moduł urządzeń zewnętrznych - zapewnia styk z urządzeniami używanymi do utrzymania centrali;
  - moduł operatora - umożliwia przyłączenie stanowisk dla 15 telefonistek;
  - pomocniczy element sterujący - element nie związany z żadnymi układami terminala, odpowiada za wiele funkcji sterowania centrali.

Przedstawiona lista nie wyczerpuje wszystkich możliwości. Standardowa struktura modułu i jego styku z polem komutacyjnym umożliwia tworzenie nowych rodzajów modułów, zgodnie z potrzebami.

## Eksploatacja
Przez eksploatację (ang. operation) rozumie się wszystkie działania techniczne i administracyjne prowadzące do tego, że każda z części systemu telekomunikacyjnego  może realizować wymagane funkcje. Uwzględnia się przy tym. funkcje te mogą podlegać zmianom wynikającym np. z zewnętrznych żądań obsługi lub zmian warunków otoczenia. 
Rodzaje działań i ich liczba różnią się w zależności od rodzaju i wielkości centrali. Wymagania eksploatacyjne i utrzymaniowe dla central cyfrowych zebrano w zaleceniu Q.542. 

### Podział funkcji eksploatacyjnych realizowanych w centralach Systemu 12
- pomiary ruchu,
- jakości obsługi,
- zarządzanie centralą oraz zarządzanie siecią.

Zarządzanie centralą obejmuje następujące rodzaje funkcji:
- - administrowanie abonentami,
  - administrowanie kierowaniem ruchu,
  - administrowanie zespołami obsługowymi,
  - administrowanie naliczaniem opłat,
  - administrowanie sterowaniem centrali.

### Typowe funkcje poszczególnych rodzajów.
- Administrowanie abonentami
  - przydzielanie, zmienianie, likwidowanie kategorii abonenta;
  - blokowanie i odblokowywanie łącza abonenckiego;
  - inicjowanie obserwacji łącza abonenckiego.

- Administrowanie kierowaniem ruchu
  - definiowanie, likwidacja lub wyprowadzanie danych o kierunku i jego cechach;
  - zwiększanie lub zmniejszanie liczby łączy międzycentralowych prowadzących w danym kierunku;
  - (zmienianie parametrów lub zasad kierowania ruchem;
  - wprowadzanie nowego typu sygnalizacji lub modyfikacja istniejącego.

- Administrowanie zespołami obsługowymi
  - zwiększanie lub zmniejszanie liczby nadajników lub odbiorników sygnalizacji:
  - zwiększanie lub zmniejszanie liczby zespołów konferencyjnych;
  - tworzenie, modyfikacja lub likwidacja połączeń trwałych.

- Administrowanie naliczaniem opłat
  - zmienianie granicy strefy taryfikacyjnej;
  - zmienianie typu taryfy (np. z dziennej na nocną);
  - zmienianie wysokości opłat.

- Administrowanie sterowaniem centrali
  - ustalanie czasu zegarowego;
  - zmiana wartości limitów czasowych (np. maksymalnego czasu wybierania cyfry w numerze);
  - zmiana parametrów sterowania przeciążeniami w centrali.

## Utrzymanie centrali systemu 12
Utrzymanie – to wszelkie działania techniczne i administracyjne, obejmujące również działania nadzorcze, które zmierzają do pozostawienia lub powrotu poszczególnych części systemu telekomunikacyjnego do stanu, który umożliwia realizację wymaganych funkcji. Czyli mówiąc inaczej, utrzymanie odpowiada za wykrywanie uszkodzeń oraz działania podejmowane w celu ich naprawienia, a także ograniczenia ich skutków. 
Utrzymanie central elektronicznych różni się znacznie od utrzymania central elektromechanicznych. W tych ostatnich polega ono, na ogół, na naprawach dużej liczby prostych uszkodzeń. Uszkodzenia te mają najczęściej ograniczony wpływ na pracę całego systemu komutacyjnego. W centralach elektronicznych mamy do czynienia ze stosunkowo małą liczbą, ale skomplikowanych uszkodzeń. Niektóre z tych uszkodzeń, w przypadku dużej centralizacji funkcji sterowania, mogą mieć istotny wpływ na działanie całej centrali. 

### Typowe funkcje utrzymaniowe związane ze sprzętem

#### Detekcja uszkodzeń
- - kody detekcyjne;
  - nadmiarowość z porównywaniem;
  - sprawdzanie przekroczeń limitów czasowych;
  - sprawdzanie poprawności realizacji różnorodnych funkcji;
  - testy wykonywane cyklicznie.

#### Analiza uszkodzeń
- - statystyka błędów sporadycznych;
  - lokalizacja uszkodzeń;
  - określanie rodzaju uszkodzeń.

#### Rekonfiguracja
- - odłączanie uszkodzonych urządzeń;
  - włączanie urządzeń rezerwowych;
  - ponowne włączanie urządzeń po naprawie;
  - modyfikacja danych o stanie urządzeń.

#### Sygnalizowanie i informowanie o uszkodzeniach
- - alarmy;
  - przekazywanie danych o uszkodzeniach;
  - gromadzenie danych archiwalnych.

#### Diagnostyka
- - automatyczna;
  - sterowana przez personel.

## Zadania systemów detekcji uszkodzeń
Zadaniem systemów detekcji uszkodzeń jest wykrywanie każdego z uszkodzeń centrali w ściśle określonym czasie. Czas ten jest różny zależnie od miejsca wystąpienia uszkodzenia. W przypadku urządzeń scentralizowanych, takich jak siłownia zasilająca czy główny procesor sterujący, czas od wystąpienia uszkodzenia do jego wykrycia musi być bardzo krótki (krótszy od ls). Natomiast gdy skutki uszkodzenia są mniej rozległe, na przykład dotyczą jednego abonenta, detekcja nie musi być tak szybka. Stosowane metody wykrywania uszkodzeń są bardzo różnorodne i zależą od typu centrali i urządzeń, których dotyczą. Metody te obejmują: wykorzystywanie kodów detekcyjnych przy przesyłaniu i pamiętaniu danych, sprawdzanie poprawności wykonania operacji, badanie czy nie zostały przekroczone czasy realizacji funkcji, proste testy wykonywane równolegle z normalnymi procesami komutacyjnymi. Przykładem takiego testu może być sprawdzanie czy wygenerowana próbka przechodzi przez nowo zestawioną drogę połączeniową. 

### Analiza uszkodzeń
Analiza uszkodzeń  ma m.in. rozróżnić nietrwałe zakłócenia od rzeczywistych uszkodzeń. Dokonuje się tego najczęściej przez rejestrację błędów (poza przypadkami, w których jest wymagana natychmiastowa reakcja na błąd). Gdy wystąpi ich kolejno więcej, niż wynosi z góry ustalona wartość progowa, następuje zasygnalizowanie uszkodzenia. Z kolei musi nastąpić jego lokalizacja z dokładnością do jednego, a co najwyżej kilku pakietów. 
Programy rekonfiguracji odłączają uszkodzone podzespoły, a gdy jest to możliwe, uruchamiają urządzenia rezerwowe. W tym samym czasie musi nastąpić modyfikacja danych w urządzeniach sterujących tak, aby do obsługi zgłoszeń nie były brane podzespoły uszkodzone. Jednocześnie z automatyczną rekonfiguracją alarmowany jest personel w centrali lub w odległym centrum utrzymaniowym. Alarmy, zależnie m.in. od pilności, mogą być różnego rodzaju: od dzwonków i świateł alarmowych w centrali, poprzez komunikaty na monitorze operatora, aż do diod świecących w uszkodzonych pakietach. W praktyce te trzy rodzaje alarmów często występują łącznie. Ważne znaczenie ma gromadzenie danych statystycznych związanych z uszkodzeniami. Dane te umożliwiają wykrycie "słabych punktów" centrali i mogą wskazywać na potrzebę dokonania modyfikacji niektórych urządzeń. 

### Programy diagnostyczne
Programy diagnostyczne służą do lokalizacji uszkodzeń już w odłączonych podzespołach centrali. 
Zagadnienia utrzymaniowe dotyczą także oprogramowania centrali. Mimo coraz częstszego stosowania języków wysokiego poziomu do tworzenia oprogramowania komutacyjnego, błędy w złożonym oprogramowaniu centrali są nieuniknione. 

### Typowe funkcje utrzymaniowe związane z oprogramowaniem

#### Sprawdzanie poprawności wykonania zadań
- - przez mechanizmy języka programowania;
  - przez programy użytkowe.

#### Sprawdzanie poprawności danych
- - do których dostęp ma jeden procesor;
  - do których dostęp ma więcej procesorów.

#### Wznawianie pracy po wystąpieniu błędów
- - wznawianie procesów dotyczących pojedynczych połączeń;
  - wznawianie pracy całego procesora, bez straty istniejących połączeń;
  - wznawianie pracy całego procesora z rozłączeniem związanych z nim

połączeń.

#### Informowanie o błędach
- - zawiadamianie obsługi o wystąpieniu błędów;
  - gromadzenie danych archiwalnych.

#### Diagnostyka oprogramowania
- - programy śledzące;
  - programy wykrywające błędy;
  - wstawki korekcyjne.

## Testy
Szczegółowe testy wykonywane cyklicznie (automatyczne przy małym ruchu, bądź na polecenie obsługi) związane z każdym łączem abonenckim i zespołem liniowym koncentratora KN-1000.
- - pomiar napięcia zmiennego na żyle "a", zakres do 250 V;
  - pomiar napięcia zmiennego na żyle "b", zakres do 250 V;
  - pomiar napięcia zmiennego między żyłami "a" i "b", zakres do 250 V;
  - pomiar napięcia stałego na żyle "a", zakres do 60 V;
  - pomiar napięcia stałego na żyle "b", zakres do 60 V;
  - pomiar napięcia stałego między żyłami "a" i "b", zakres do 60 V;
  - pomiar rezystancji między żyłą "a" i ziemią, zakres do 500 kΩ;
  - pomiar rezystancji między żyłą "b" i ziemią, zakres do 500 kΩ;
  - pomiar rezystancji między żyłami "a" i "b", zakres do 500 kΩ;
  - pomiar pojemności między żyłami "a" i "b", zakres do 10 μF;
  - zamknięcie łącza pętlą wzorcową w celu sprawdzenia układu detekcji podniesienia mikrotelefonu;
  - pomiar prądu zasilania pętli wzorcowej, zakres do 120 mA;
  - wykrywanie odwrócenia biegunowości baterii;
  - wykrywanie i pomiar parametrów sygnału telezliczania;
  - pomiar tłumienia abonenckiego zespołu liniowego w kierunku od abonenta do koncentratora, zakres do - 20 dB;
  - pomiar tłumienia abonenckiego zespołu liniowego w kierunku od koncentratora do abonenta, zakres do - 20 dB;
  - pomiar prądu w łączu abonenckim, zakres do 120 mA;
  - pomiar parametrów tarczy wybierczej;
  - sprawdzanie detektora stanu łącza, wykrywającego zamknięcie pętli abonenckiej w czasie wysyłania prądu dzwonienia.

## Zestawienie połączenie w centrali: „S12”
- faza pierwsza:
  - wykrycie podniesienia słuchawki przez abonenta: A,
  - sprawdzenie kategorii abonenta,
  - podłączenie abonenta do zespołu odbiorników wieloczęstotliwościowych,
- faza druga:
  - wysłanie do abonenta: A sygnału zgłoszenia centrali,
  - zestawienie połączenia od abonenta: A do pomocniczego zespołu sterującego: ACE,
  - odebranie i przeanalizowanie pierwszych cyfr numeru,
- faza trzecia:
  - rozłączone zostanie połączenie jeden oraz dwa,
  - abonent: A zostaje podłączony do pomocniczego zespołu sterującego: ACE, który zajmuje się odnajdywaniem numerów wyposażeniowych abonentów,
- faza czwarta:
  - zwalniane jest połączenie trzecie,
  - na podstawie numeru wyposażeniowego formułowane są sygnały sterujące dla: CPKc,
  - następuje zestawione połączenie,
  - rozłączenie – następuje po wysłaniu do: CPKc rozkazu zwolnienia,
  - rozkaz ten jest wysyłany przez sterownik zespołu abonenckiego.